# Památník Ignace Bourgeta
Památník Ignace Bourgeta (francouzsky Le monument de l'évêque Ignace Bourget) je památník, který se nachází před katedrálou Panny Marie v Montréalu.
Památník na památku biskupa Ignace Bourgeta byl odhalen 24. června 1903 před replikou baziliky sv. Petra v Římě, kterou postavil. Basreliéf ukazuje biskupa, který zkoumá plány na stavbu. Dvě alegorické sochy představují Náboženství a Lásku. Byl postaven jak duchovenstvem, tak věřícími, kteří přispěli 25 000 dolary. Sochy a basreliéfy vytvořil Louis-Philippe Hébert.

## Galerie

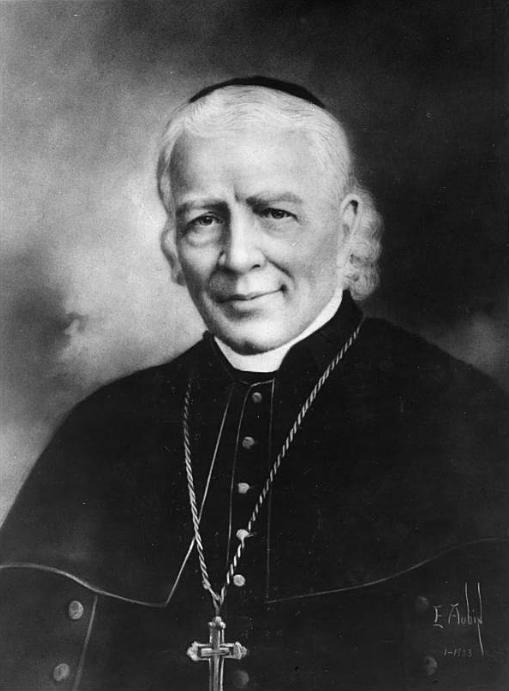
Biskup Ignace Bourget
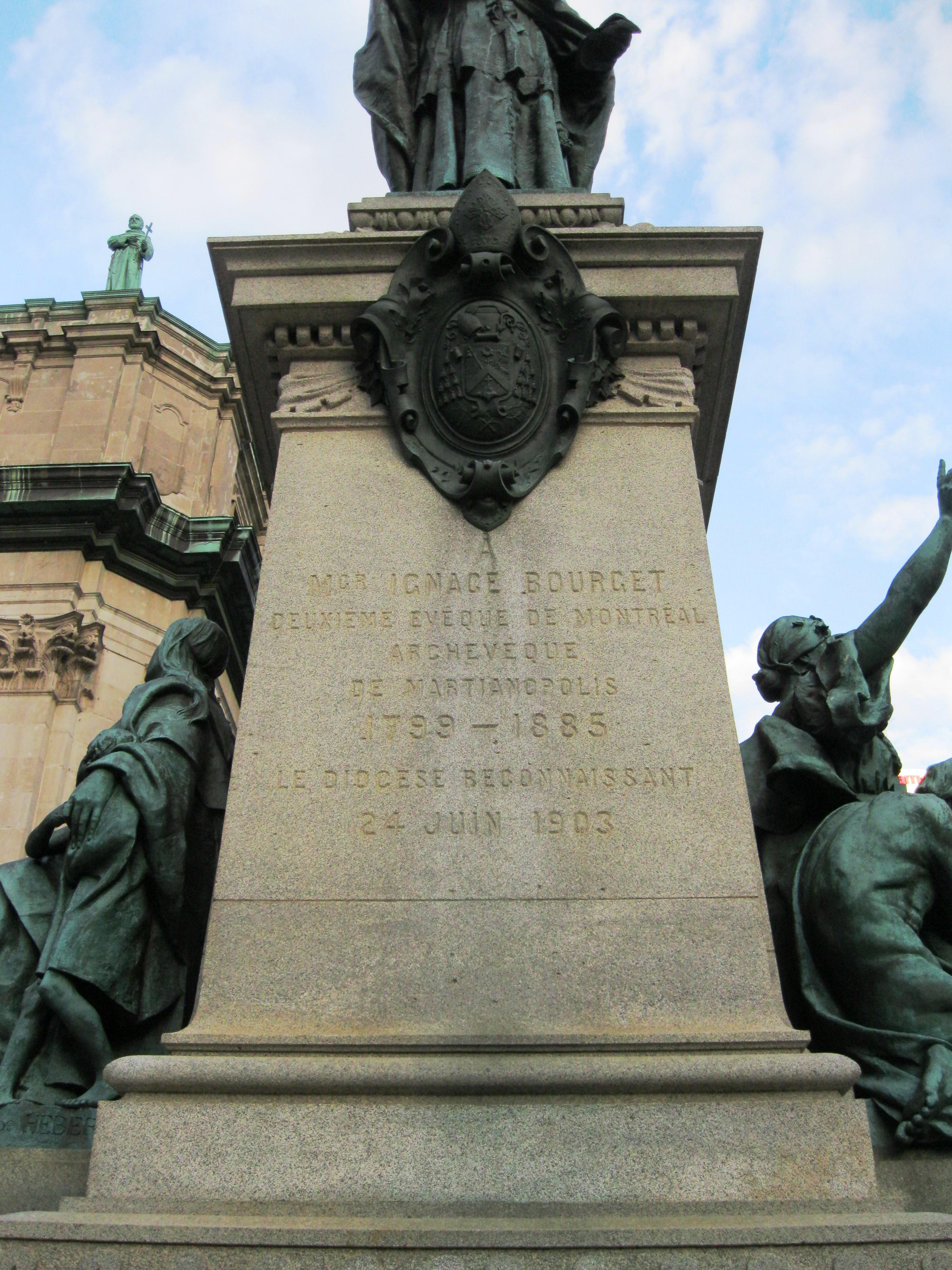
Památník Ignace Bourgeta
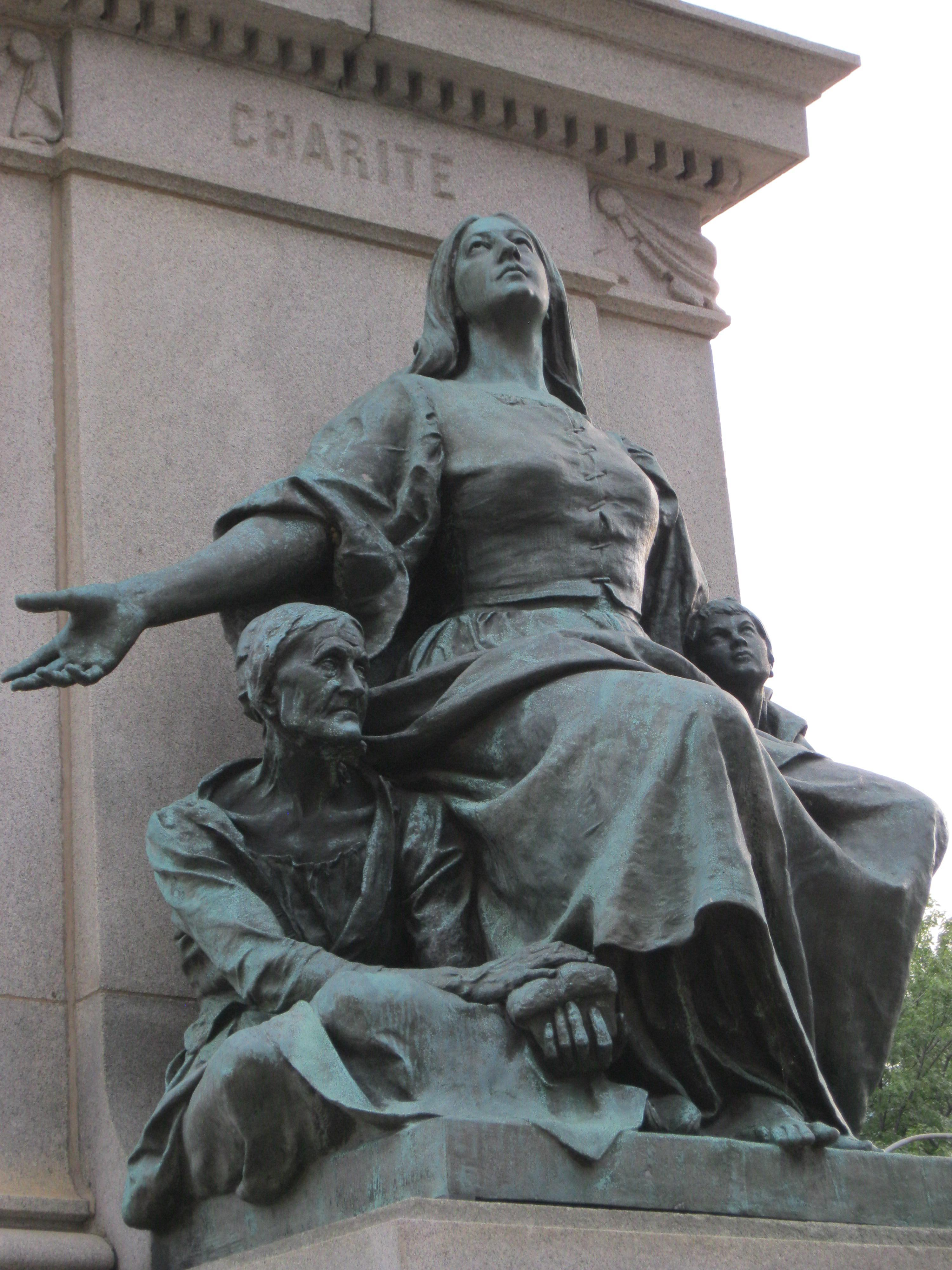
Památník Ignace Bourgeta
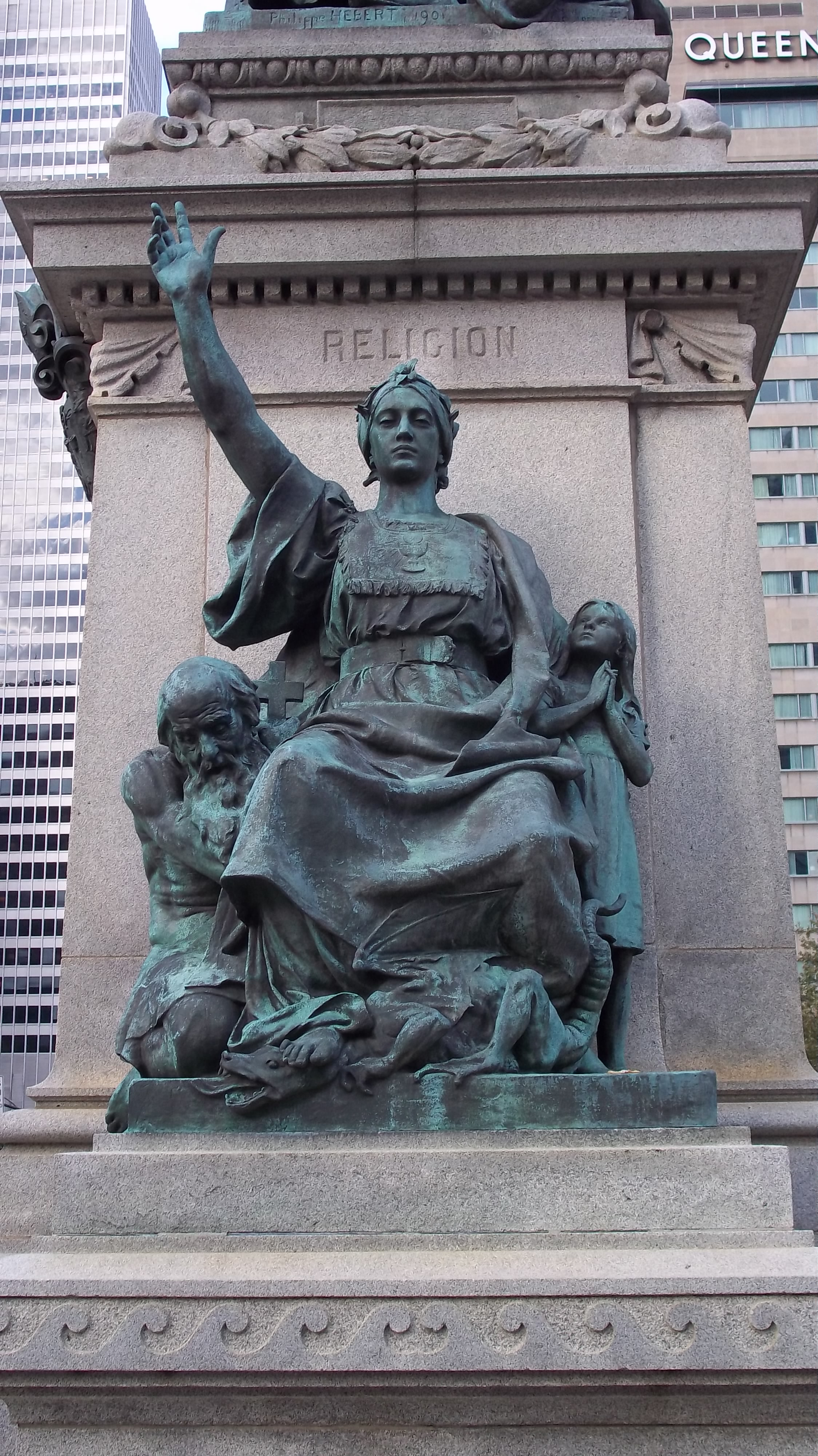
Památník Ignace Bourgeta
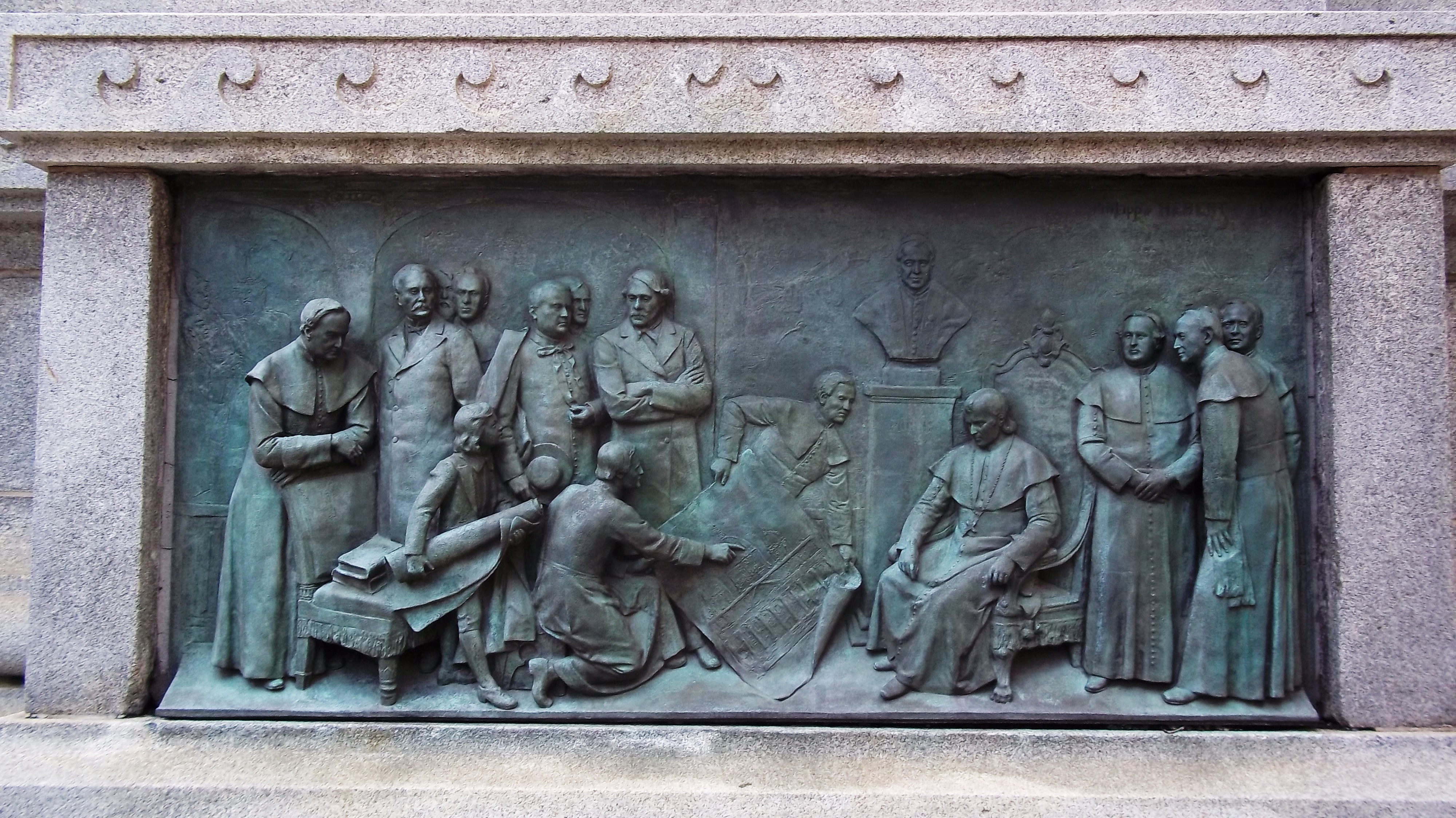
Památník Ignace Bourgeta